# Luis Felipe
Luis Felipe ist ein zusammengesetzter männlicher Vorname.

## Herkunft
Luis [ˈlwis] ist die spanische und portugiesische Variante des französischen Namens Louis
bzw. des deutschen Namens Ludwig, dessen Bedeutung „ruhmreicher Kämpfer“ ist.
Felipe ist die spanische und portugiesische Variante des ursprünglich griechischen Namens Philipp, der Pferdefreund bedeutet.

## Namensträger des Vornamens
- Luis Felipe Alberti Mieses (1906–1976), dominikanischer Merenguemusiker
- Luis Felipe Areta Sampériz (* 1942), spanischer Athlet und Priester
- Luis Felipe Arias (1876–1908), guatemaltekischer Pianist und Komponist
- Luis Felipe Baptista (1941–2000), US-amerikanischer Ornithologe portugiesisch-chinesischer Abstammung
- Luis Felipe Carbo y Amador (1857–1913), ecuadorianischer Diplomat und Politiker
- Luis Felipe Carvalho (* 1993), uruguayischer Fußballspieler
- Luis Felipe Contardo (1880–1922), katholischer Priester und Dichter religiöser Gedichte
- Luís Felipe Derani (* 1993), brasilianischer Automobilrennfahrer
- Luis Felipe Gallardo Martín del Campo (* 1941), mexikanischer Ordensgeistlicher und emeritierter römisch-katholischer Bischof von Veracruz
- Luis Felipe Gallegos Silva (* 1991), chilenischer Fußballspieler
- Luis Felipe Gamio (1902 oder 1903–1990), uruguayischer Politiker und Arzt
- Luis Felipe Laverde (* 1979), kolumbianischer Radrennfahrer
- Luis Felipe Lomeli, Autor
- Luis Felipe Martínez (* 1955), kubanischer Boxer
- Luis Felipe Monti (1901–1983), argentinisch-italienischer Fußballspieler
- Luis Felipe Méliz (* 1979), spanischer Weitspringer kubanischer Herkunft
- Luis Felipe Noé (1933–2025), Künstler, Schriftsteller, Intellektueller und Lehrer
- Luis Felipe Peña (* 1972), mexikanischer Fußballspieler
- Luis Felipe Solé Fa (* 1946), spanischer Ordensgeistlicher und emeritierter römisch-katholischer Bischof von Trujillo in Honduras
- Luis Felipe Sánchez Aponte (* 1947), Bischof von Chiquinquirá